# Robert Bellarmin
Robert Bellarmin, właśc. wł. Roberto Francesco Bellarmino (ur. 4 października 1542 w Montepulciano, zm. 17 września 1621 w Rzymie) – włoski jezuita, kardynał, inkwizytor, święty Kościoła katolickiego i doktor Kościoła.

## Życiorys
Był synem Vincenza Bellarmine i Cinzii Cervini, a także siostrzeńcem papieża Marcelego II. Na chrzcie otrzymał imiona: Roberto Francesco Romolo. W 1560 wstąpił do Towarzystwa Jezusowego, wbrew woli ojca, który przewidywał dlań karierę polityczną. Studiował filozofię w Kolegium Rzymskim (1560–1563), następnie na uniwersytetach: we Florencji (1564–1567), w Mondovi (1564–1567) i w Padwie. Następnie, generał zakonu Franciszek Borgiasz polecił mu kontynuować studia w Lowanium. Bellarmin złożył profesję zakonną 6 stycznia 1570, a w Niedzielę Palmową tego samego roku przyjął święcenia kapłańskie. Przez sześć lat był profesorem i wykładowcą teologii w Lowanium. W 1576 powierzono mu katedrę teologii w Kolegium Rzymskim, a w 1578 został rektorem tegoż kolegium.
W tym czasie stworzył swoje rozprawy teologiczne i inne dzieła, z których słynne katechizmy pozostawały w użyciu aż do soboru watykańskiego I. W czasie swojej działalności naukowej był także spowiednikiem Alojzego Gonzagi, a po latach został postulatorem jego procesu beatyfikacyjnego. W 1590 Bellarmin towarzyszył kardynałowi Enrico Caetaniemu w podróży legackiej do Francji, by bronić interesów Stolicy Apostolskiej przed wojnami religijnymi. Po powrocie został także członkiem komisji rewidującej Wulgatę.
W 1597 papież Klemens VIII zwolnił go z obowiązków wykładowcy, mianował swoim teologiem, konsultorem Kongregacji Św. Oficjum, a 3 marca 1599 wyniósł go do godności kardynała prezbitera z kościołem tytularnym S. Maria in Via. Według hagiografii, Bellarmino uczynił wówczas następujące postanowienia: nie gromadzić majątku, nie wspierać krewnych, ale ubogich, być zawsze zakonnikiem. Nie przyjął wówczas wysokiej pensji, ofiarowanej mu przez króla Hiszpanii, Filipa III.
18 marca 1602 został mianowany arcybiskupem Kapui, co można uznać za pewnego rodzaju zesłanie. Sakrę biskupią przyjął 21 kwietnia. Na konklawe po śmierci Klemensa VIII, był jednym z rozważanych kandydatów na Tron Piotrowy. Następny papież Paweł V przywrócił go na stanowiska w Rzymie, w wyniku czego Bellarmin zrezygnował z archidiecezji 31 sierpnia 1605. W latach 1606–1607 wdał się w spór pomiędzy Stolicą Apostolską a Republiką Wenecką. Dzięki jego pośrednictwu i napisaniu trzech orzeczeń ws. autorytetu papiestwa, nałożonego na Wenecję interdyktu i potwierdzenia założeń z soborów w Konstancji i Bazylei, udało się załagodzić nieporozumienia. Rok później wystąpił przeciwko angielskiemu królowi Jakubowi I, który nakazywał katolikom podpisywać przysięgę, że uznają prymat władzy królewskiej nad papieską.
Bellarmin konsultował się i utrzymywał przyjazne kontakty z Galileuszem, podczas gdy po raz pierwszy wysunął teorię heliocentryzmu w 1615. Kiedy Inkwizycja rzymska potępiła tę tezę, kardynał miał dostarczyć Galileuszowi upomnienie i odebrać jego deklarację pokory. Jako inkwizytor Bellarmino nadzorował proces i egzekucję na stosie Giordana Bruna. Od stycznia 1617, przez roczną kadencję pełnił rolę kamerlinga Kolegium Kardynałów. W 1618 został także prefektem Kongregacji Indeksu i pozostał nim do roku 1621, kiedy to zrezygnował z funkcji ze względu na zły stan zdrowia. W tym samym roku zmarł.

## Dzieła
Do najważniejszych dzieł Bellarmina należą:
- Kontrowersje (łac. Disputationes de controversiis christianae fidei) (1586-1593), summa nauki katolickiej, odpowiadająca na potrzeby Kościoła rzymskokatolickiego po pierwszej fali reformacji.
- Mały katechizm i Katechizm ([łac. Dottrina cristiana breve i Dichiarazione piu copiosa della dottrina cristiana) (1597), przetłumaczony na ponad 50 języków i mający ponad 400 wydań.
- O głównym obowiązku papieża (łac. Tractatus de potestate Summi Pontificis in rebus temporalibus) (1610) rozprawka, w której wyliczył 7 nadużyć, których nie powinni dokonywać papieże.

A oprócz tego, wydał także:
- Wykaz heretyków (łac. Index haereticorum)
- O pisarzach kościelnych (wł. De Scriptoribus ecclesiasticis) (1615)
- O wzdychaniu gołębicy (wł. De Ascensione mentis in Deum, łac. De gemitu columbae) (1615)
- O sztuce dobrego umierania (wł. De arte bene moriendi) (1620).

## Kult

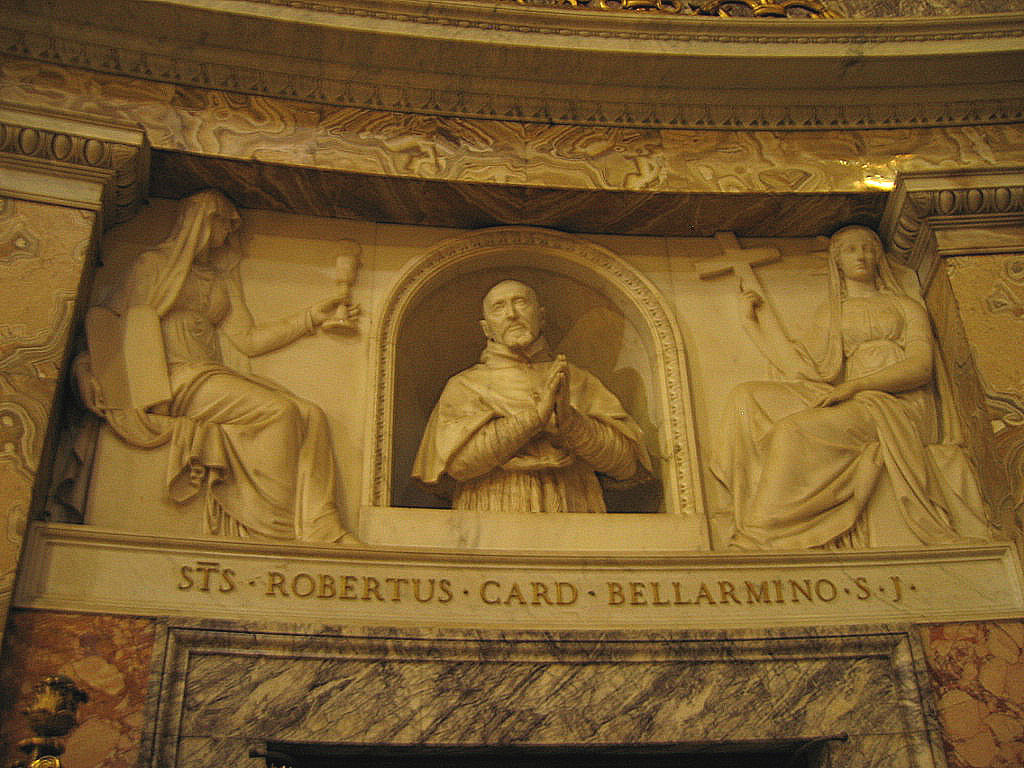
Nagrobek Roberta Bellarmino w kościele Il Gesù w Rzymie
Autor: Giovanni Lorenzo Bernini

Proces beatyfikacyjny rozpoczął w 1623 Urban VIII, jednak został on przerwany z powodów politycznych. Papież Pius XI 13 maja 1923 ogłosił Bellarmina błogosławionym, zaś 29 czerwca 1930 go kanonizował. 17 września 1931 nadał mu tytuł Doktora Kościoła. Jego wspomnienie liturgiczne jest obchodzone w dies natalis (17 września). Jako święty, Robert Bellarmin jest patronem katechetów.
Relikwie Roberta Bellarmina przechowywane są w kaplicy św. Joachima w kościele św. Ignacego Loyoli na Polu Marsowym w Rzymie.
Peleryna kardynalska św. Roberta Bellarmina przechowywana jest w Muzeum Towarzystwa Jezusowego Prowincji Polski Południowej w Starej Wsi k. Brzozowa (woj. podkarpackie).